# Françoise Colinia
Françoise Colinia (Bergen, 8 januari 1957) is een Belgisch voormalig volksvertegenwoordiger.

## Levensloop
Colinia studeerde aan de ULB en behaalde een licentie in de Romaanse filologie, een aggregaat in het hoger secundair onderwijs en een graduaat in de verpleegkunde. Ze werd beroepshalve verpleegster in het ziekenhuis Edith Cavell in Brussel en werkte vervolgens tot aan haar pensioen in 2022 aan het Koninklijk Atheneum in Bergen, eerst veertien jaar als leerkracht Frans en daarna achttien jaar als studieprefect.
Voor de liberale MR was ze van 2001 tot 2012 gemeenteraadslid van Bergen en van 2001 tot 2003 was ze schepen van Financiën, Begroting en Tewerkstelling van de stad. Sinds 2018 is ze opnieuw gemeenteraadslid van Bergen.
Tevens was Colinia van 2003 tot 2004 en van 2009 tot 2010 lid van de Kamer van volksvertegenwoordigers ter vervanging van respectievelijk Hervé Hasquin en Olivier Chastel.
Ook werd ze ondervoorzitter van het ziekenhuis Ambroise Paré en bestuurder bij verschillende vzw's en intercommunales.